# Комодор (спортен клуб)
Спортен клуб „Комодор“ е специализиран клуб по водна топка във Варна.
Клубът е регистриран с решение на Варненския окръжен съд от 15 декември 1994 г. Председатели на клуба са:
- Явор Несторов (1994 – 2002);
- (и.д.) Константин Дараданов (2002 – 2006);
- Деян Радев (от 2006).

Те са личности, оставили ярка диря в историята на водната топка във Варна. Участници в клубните и национални отбори от пионери до мъже, спечелвайки медали от редица международни състезания за прославата на варненската водна топка.

## Постижения
- Шампион Републиканско първенство по водна топка (мъже) - 2016[2]
- 4-то място – 2009, 2014
- финалист за Купата на България по водна топка – 2008, 2009, 2012, 2014
- Бронзов медалист от Купата на България по водна топка – 2010, 2011, 2013
- Бронзов медалист от Републиканско първенство по водна топка (мъже) – 2011, 2012, 2013
- Първо място от Републиканско първенство по водна топка (мъже) – 2016.|2024|12|5